# Parc d'État des Pedernales Falls
Pour les articles homonymes, voir Pedernales.
Le parc d'État des Pedernales Falls (en anglais : Pedernales Falls State Park) est une aire protégée américaine située dans le comté de Blanco, au Texas. Ouvert en 1971, il protège une section de la Pedernales autour des chutes Pedernales.